# Eólico (mitología)
En la mitología griega, Eólico (en griego antiguo Οἰολύκος/Oíolúkos) es el hijo del héroe espartano Teras y nieto del rey tebano Autesión.
Según Heródoto, Eólico no era su nombre de nacimiento. Cuando Teras decidió abandonar Esparta, su hijo se negó a embarcarse con él.  Teras le dijo que lo iba a abandonar como a una oveja entre lobos, por lo que recibió el nombre de Eólico. En este contexto, según Carlos Schrader «la inserción de estas palabras por parte de Heródoto parece fuera de lugar, ya que el joven no tenía nada que temer de los lacedemonios»; y añade que «Heródoto con estas palabras pretende justificar el sobrenombre del hijo de Teras, puesto que Eólico significa “oveja-lobo”», del griego antiguo,  oĩs, oveja) y λύκος, lúkos, lobo.
Su hijo, llamado Egeo, fue el fundador mítico de los Égidas (o Éagidas), una de las tribus espartanas más importante.